# Burkina 24
Burkina 24 — электронная информационная сеть, которая транслирует новости из Буркина-Фасо непрерывно 24 часа в сутки, 7 дней в неделю.

## История
Burkina 24 была запущена 1 июня 2011 года предпринимателями из буркинской диаспоры в Канаде. Головной офис Burkina 24 находится в Уагадугу, столице Буркина-Фасо. Сеть также имеет офис в Монреале, а также сеть корреспондентов в Африке, Европе и Америке. Вдохновленная американским новостным сайтом The Huffington Post, сеть использует совместную журналистику для непрерывной передачи информации в нескольких форматах (текст, изображения и видео). Сеть пользуется большим успехом у молодых буркинийцев благодаря динамизму в социальных сетях и прямым репортажам о событиях, важных для Буркина-Фасо (в частности, речь о положении нации в Национальной ассамблее).
Сеть также заполняется международными новостями благодаря сотрудникам, живущим в Европе, Северной Америке и Африке. В сети есть веб-телевидение Burkina24 TV, которое транслирует веб-документальные фильмы и развлекательные передачи.
В 2012 году Burkina 24 получила приз «Gambré d’or», приз за лучший сайт онлайн-прессы в Буркина-Фасо, в 2013 и 2014 годах — дважды «Prix Galian Category Pure player».